# Eisenbahnnetz im Oberbergischen Land

Das Eisenbahnnetz im Oberbergischen Land.

Das Eisenbahnnetz im Oberbergischen Kreis und der näheren Umgebung bestand aus einer Vielzahl einzelner Strecken. Zudem gab es ein für eine ländliche Region ungewöhnlich großes Bahnbetriebswerk in Gummersbach-Dieringhausen. Von diesen Strecken sind heute noch die von der Deutschen Bahn (DB) betriebenen Strecken Köln-Kalk–Overath und Siegburg–Olpe, die beide auch Aggertalbahn genannt werden, die Volmetalbahn, zwei Teilstrecken der ehemaligen Bahnstrecke Köln-Mülheim–Lindlar und die Strecke Meinerzhagen–Krummenerl in Betrieb. Die Wiehltalbahn wird zwischen Osberghausen und Waldbröl im Touristik- und Güterverkehr von einer Privatbahn betrieben und soll durch die Wissertalbahn erweitert werden, dazu gibt es aber noch keine konkreten Planungen. Die anderen Strecken sind heute ganz oder teilweise abgebaut.

## Geschichte

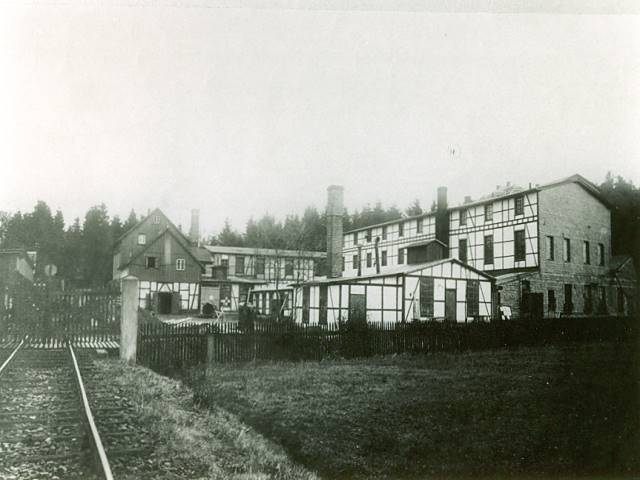
Der Grund des Eisenbahnbaus der Region – ein Industrie-Gleisanschluss, hier an der Kleinbahn Bielstein–Waldbröl

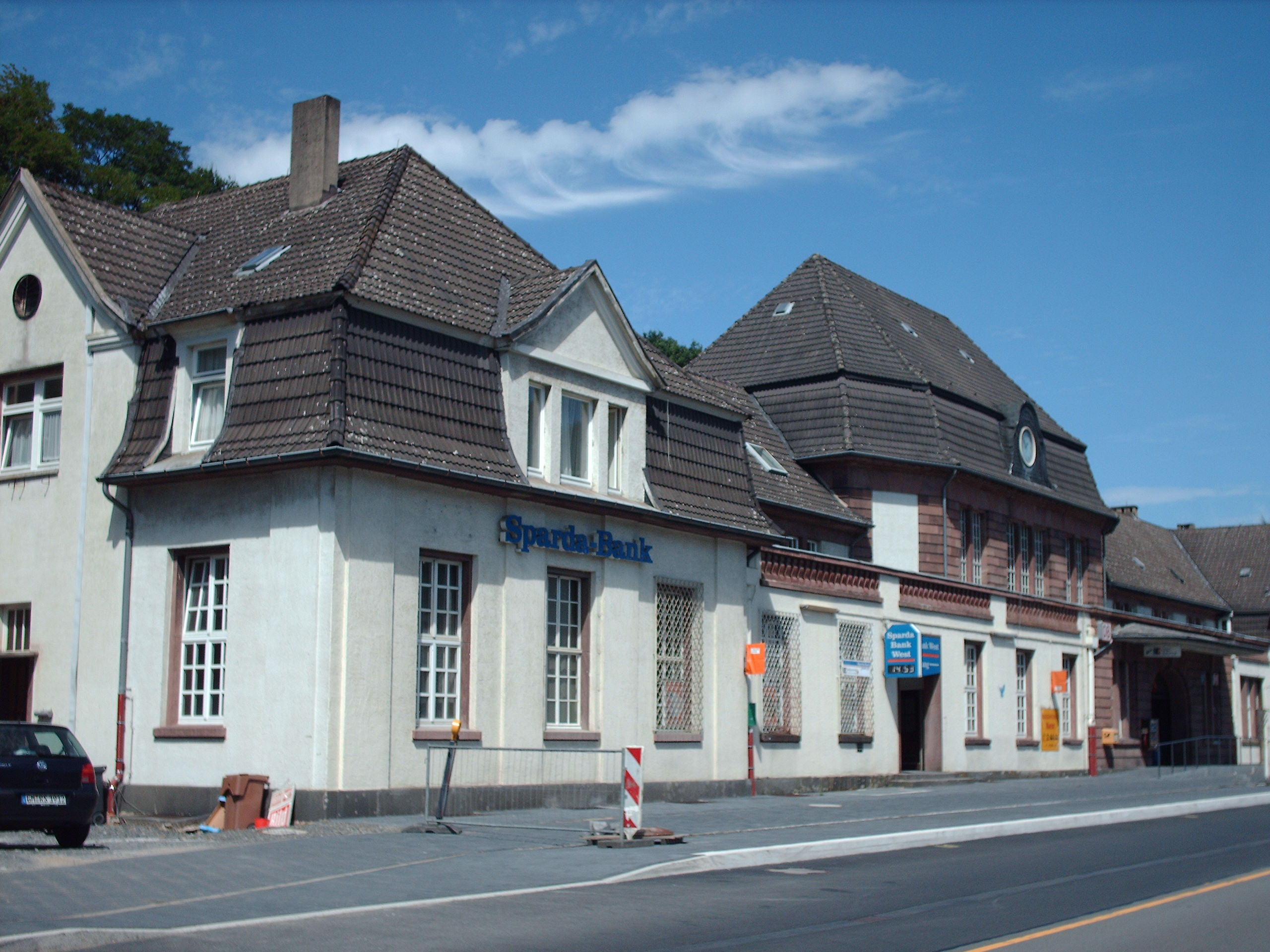
Bahnhof Gummersbach-Dieringhausen

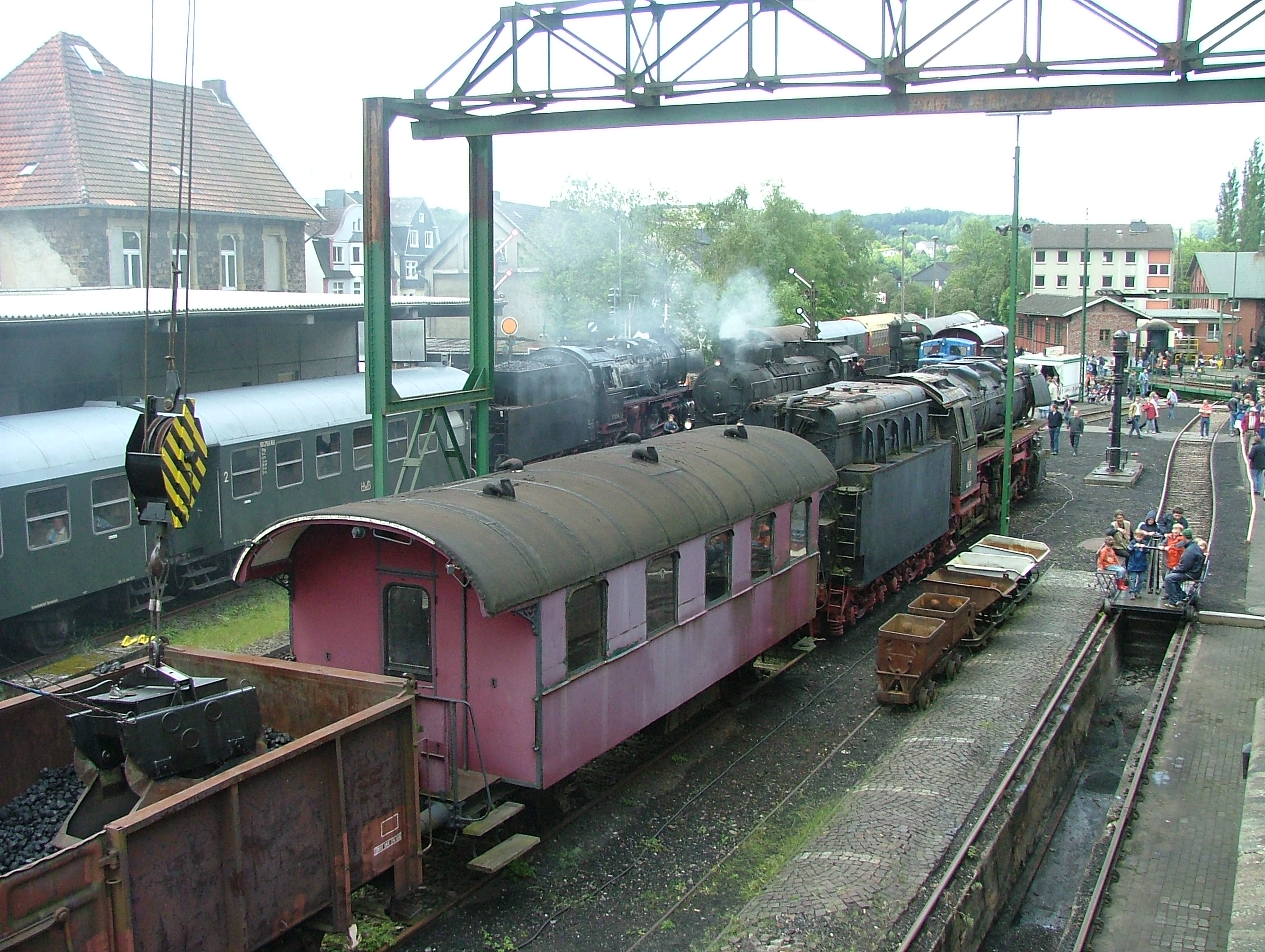
Eisenbahnmuseum Dieringhausen von oben

Das Eisenbahnzeitalter im Oberbergischen begann 1860 mit der Erteilung einer Konzession für den Bau einer schmalspurigen Pferdeeisenbahn, der Bröltalbahn von Hennef nach Waldbröl. Die Bröltalbahn war die erste Schmalspurbahn des öffentlichen Verkehrs in Deutschland. Bereits 1863 wurde der Betrieb auf Dampflokverkehr umgestellt. Mit den Nebenbahnen Aggertalbahn und Volmetalbahn bekam die abgeschiedene Region ihre ersten normalspurigen Bahnstrecken. Lange Zeit war eine Hauptbahnstrecke Köln – Kassel durch die Region geplant, die nie verwirklicht wurde. Stattdessen entstanden die längeren Strecken im Oberbergischen Land zur Senkung der Baukosten als Nebenbahnen. Meist zur Erschließung der ländlichen Industrie entwickelte sich darum herum ein Netz kleinerer, oft privater Bahnen. Es gab ein großes regionales Bahnbetriebswerk im Bahnhof Dieringhausen, zur Versorgung der Strecken. Dieringhausen war bis in die 1970er Jahre der wichtigste Bahnhof (4 Bahnsteiggleise) der Region. Für eine ländliche Region ungewöhnlich gab es eine Überlandstraßenbahn in Gummersbach. Das Bahnbetriebswerk Dieringhausen, im Jahre 1982 geschlossen, wurde zum privaten Eisenbahnmuseum Dieringhausen.
Unter anderem die einfache Ausführung als Nebenbahnen lieferte ab den 1950er-Jahren die Begründung zur Stilllegung der Strecken. Einsparungen der Bundesbahn und ein Rückgang der Fahrgastzahlen und Gütermengen führten zu Rationalisierungen und Stilllegungen. Nach und nach wurde der Personenverkehr eingestellt, später der Güterverkehr. Nur die Wuppertalbahn wurde aus einem anderen Grund stillgelegt: zumindest offiziell wegen des Baus der Wuppertalsperre, auf deren Gebiet sie teilweise verlief.
Heute ist das Oberbergische Land seit 1997 (Wiehltalbahn) frei von planmäßigem Güterverkehr der Deutschen Bahn. Nur der Bedarfsgüterverkehr auf der Wiehltalbahn etablierte sich nach der Jahrtausendwende wieder.
Der größte Teil des Oberbergischen Landes ist heute ganz ohne Schienenanbindung. 
Die zwischenzeitlich stillgelegte Strecke zwischen Gummersbach und Lüdenscheid-Brügge ist jedoch mittlerweile reaktiviert. Hier besteht heutzutage regelmäßiger Personenverkehr. Zwischen Köln und Lüdenscheid verkehrt eine Regionalbahn im Stundentakt. Auf dem Abschnitt zwischen Köln und Gummersbach besteht ein Halbstundentakt. Mittelfristig ist eine Elektrifizierung und Einbindung ins Netz der S-Bahn Köln geplant.

## Betriebene Strecken

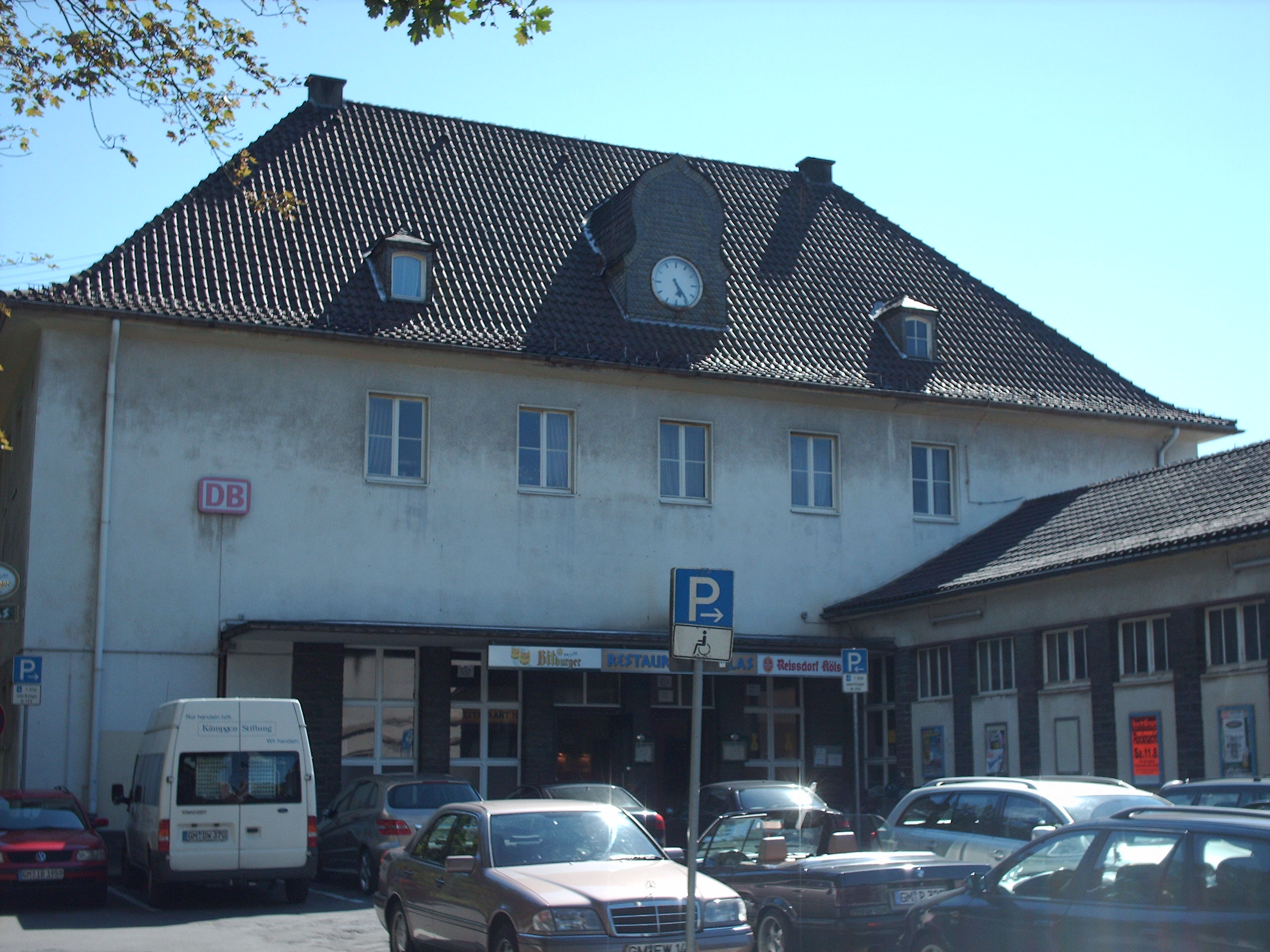
Der Bahnhof Gummersbach an der Volmetalbahn, das Gebäude wurde im Januar 2012 abgerissen

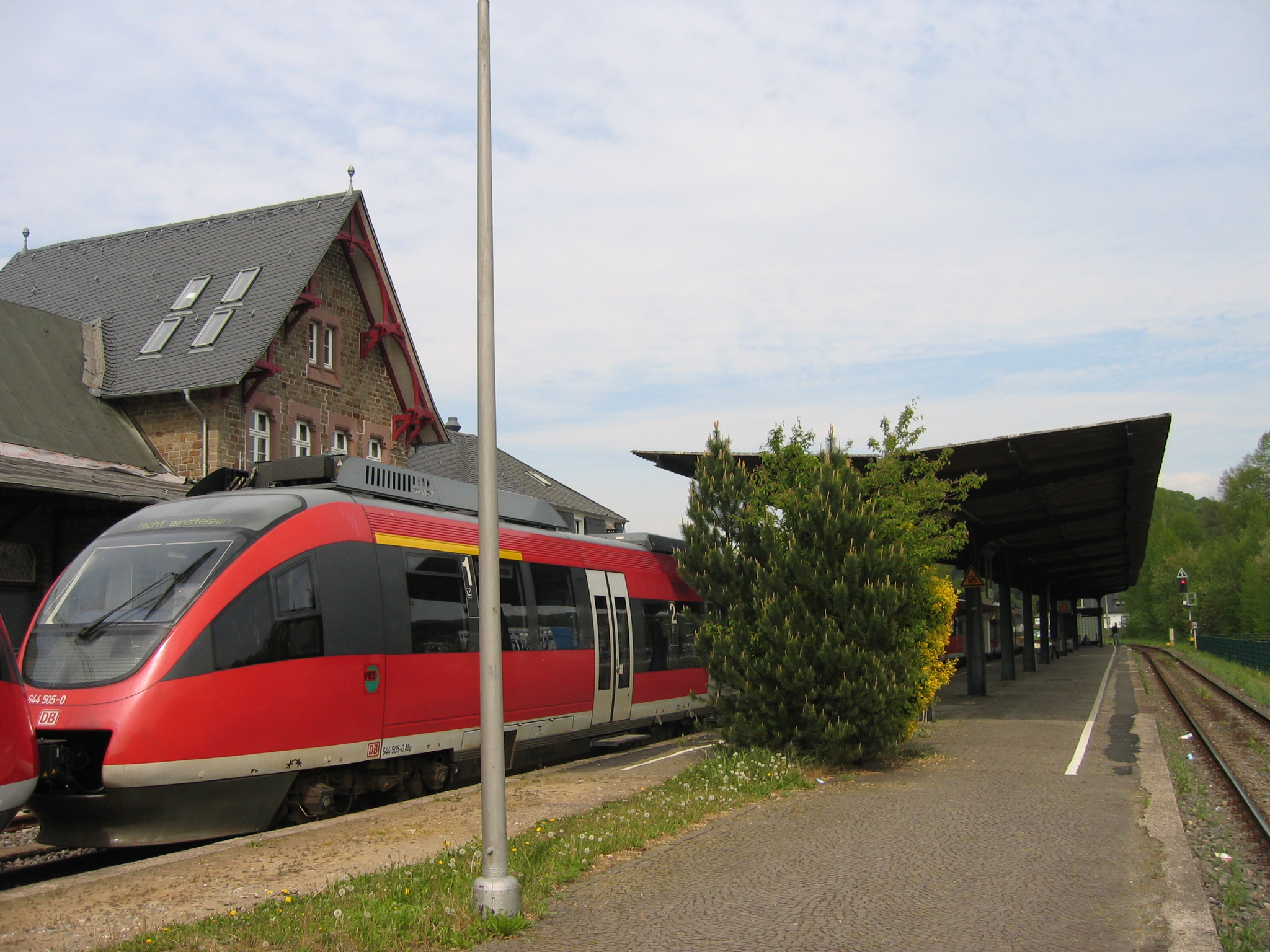
Die Oberbergische Bahn im Bahnhof Overath

- Die Volmetalbahn wird zwischen Brügge und Meinerzhagen seit Dezember 2017 wieder planmäßig befahren. Sie wird zwischen Hagen und Lüdenscheid täglich im Stundentakt von der Regionalbahn Volmetal-Bahn (RB 52) genutzt. Auf dem südlichen Abschnitt zwischen Dieringhausen und Brügge verkehrt die Oberbergische Bahn (RB 25). Der seit 2003 wieder befahrene Abschnitt zwischen Gummersbach und Marienheide, seit dem 27. Februar 2014 auch bis zum Bahnhof Meinerzhagen, ist bislang die einzige Strecke der Region, die nach der Stilllegungswelle der 1970er/1980er für den ÖPNV reaktiviert wurde. Zum Dezember 2017 wurde auch der Abschnitt von Meinerzhagen bis zum Bahnhof Lüdenscheid reaktiviert.[1]
- Die Bahnstrecke Köln-Kalk–Overath und der Rest der Bahnstrecke Siegburg–Olpe werden von der Oberbergischen Bahn (RB 25) befahren, die von Köln Hansaring nach Dieringhausen und ab dort auf der Volmetalbahn nach Meinerzhagen fährt. Für das Projekt CityBahn auf der Strecke Köln–Meinerzhagen wurden 1984 zehn Lokomotiven der Baureihe 218 und in Pop-Farben umlackierte n-Wagen in reinorange mit kieselgrauer Bauchbinde als Wendezüge im Taktverkehr eingesetzt. Diese Zuggarnituren stellen eine Besonderheit in der Eisenbahnhistorie dar, waren sie doch einzig auf der Aggertalbahn und danach im S-Bahn-Vorlaufbetrieb im Regeleinsatz unterwegs.
- Die Streckenabschnitte Köln – Bergisch Gladbach und Rösrath – Hoffnungsthal (heute Teil der Aggertalbahn) der Bahnstrecke Köln-Mülheim–Lindlar. Ersterer wird von der S 11 befahren, der Abschnitt von Rösrath nach Hoffnungsthal ist heute Teil der Aggertalbahn, auf der die Oberbergische Bahn verkehrt. Auf der Strecke nach Bergisch Gladbach gab es bis zum Konkurs auch Güterverkehr zu einer Papierfabrik am alten Abzweig nach Bensberg.[2] Der heute noch befahrene westliche Teil gehört nicht zur hier behandelten Region.

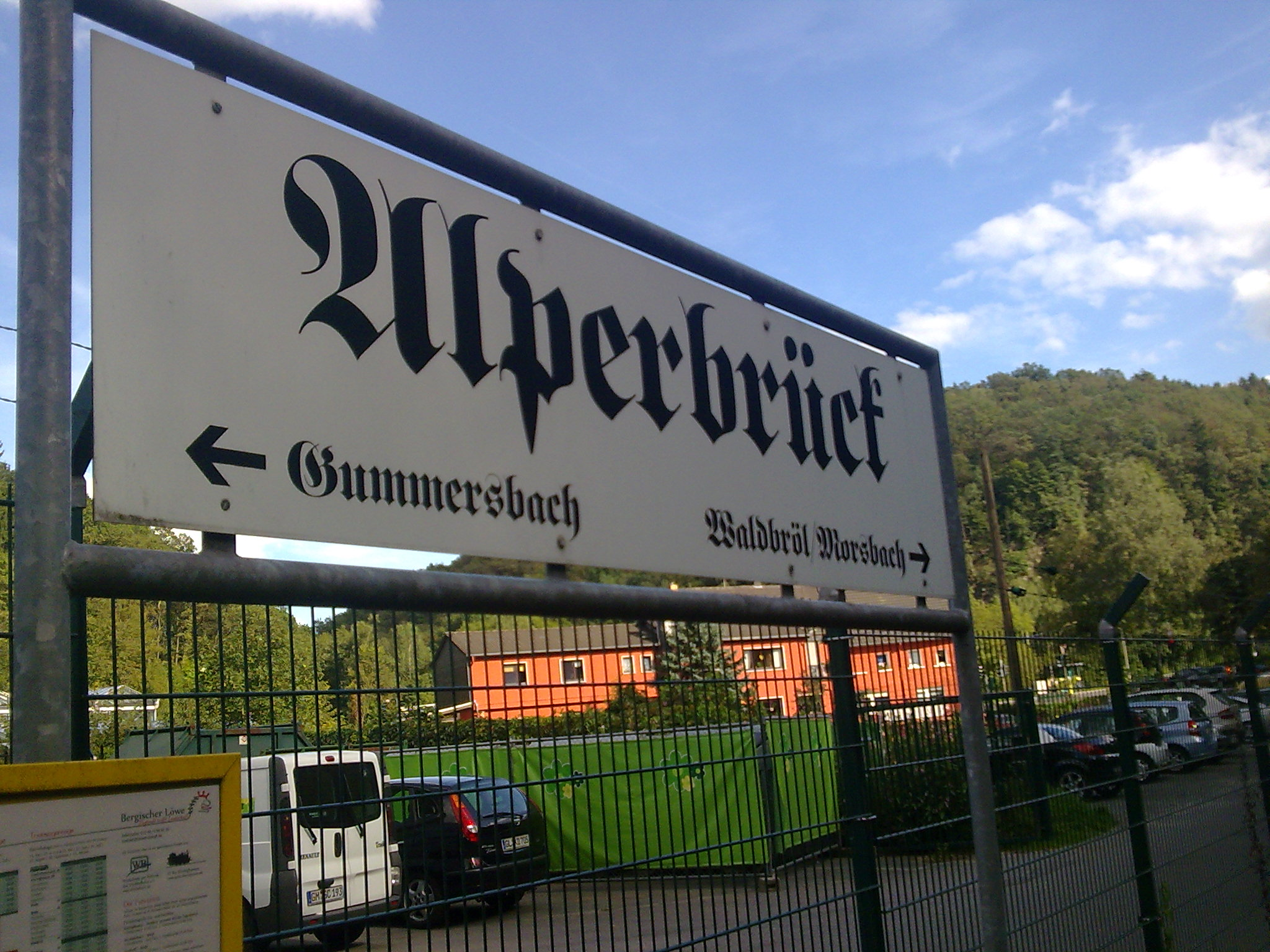
Ein Stationsschild der heutigen Wiehltalbahn

- Die Wiehltalbahn wird seit 1998 im Tourismus- und Bedarfsgüterverkehr von Dieringhausen bzw. Osberghausen bis Remperg/Mühlenau befahren. Sie diente beim Bau hauptsächlich zur Erschließung der Steinbrüche und Industrie im Wiehltal. Sie verlor ihren Personenverkehr 1965. Bis zur Stilllegung 1994 betrieb die Deutsche Bahn noch Güterverkehr. Ein Verein übernahm die Strecke. Die Wiehltalbahn mit allen Gebäuden steht unter Denkmalschutz. Der wegen der Reaktivierung ausgebrochene Streit von 2006 bis 2008 fand bundesweit Beachtung. Seit dem 18. April 2010 verkehrt die Wiehltalbahn mit dem Namen Bergischer Löwe wieder bis nach Waldbröl. Zweck des Vereins ist zunächst der Tourismus, das große Ziel aber die Wiederaufnahme des öffentlichen Personennahverkehrs. Der Stadtrat Waldbröl beschloss am 15. Februar 2012 die Reaktivierung der Wiehltalbahn zur Höherstufung in den neuen Nahverkehrsplan NRWs vorzuschlagen. Angesichts der Tatsache, dass die Wiehltalbahn neben der Teilstrecke von Marienheide nach Brügge die einzige Strecke im Oberbergischen ist, die zur Gänze noch zur Reaktivierung geeignet ist, nachdem alle anderen Bahnstrecken der Gegend stillgelegt und ganz oder teilweise abgebaut wurden, stellt dies einen verkehrspolitischen Wendepunkt in der Region dar.
- Die Wissertalbahn wird nach umfangreichen Freischnittarbeiten seit Oktober 2009 wieder von Arbeitsfahrzeugen der Wiehltalbahner befahren. Sie bestand aus zwei Bahnstrecken. Die zuerst gebaute Strecke führte von Morsbach nach Wissen (Sieg), die zweite von Hermesdorf an der Wiehltalbahn nach Morsbach. Dort vereinigten sich beide Strecken in einem Kopfbahnhof, dem einzigen der Region. Der Abschnitt von Volperhausen nach Wissen wurde im Zweiten Weltkrieg stark beschädigt und nicht wieder in Stand gesetzt. Von Volperhausen nach Morsbach gab es bis 1954 Personenverkehr und bis 1960 Güterverkehr, danach wurde auch dieser Restabschnitt stillgelegt und abgebaut. Der Abschnitt von Hermesdorf nach Morsbach verlor den Personenverkehr gleichzeitig mit der Wiehltalbahn 1965, bis 1994 betrieb die Deutsche Bahn noch einen Restgüterverkehr, die Gleisanlagen waren jedoch in den letzten Jahren in einem sehr schlechten Zustand. Heute wird diese Strecke zwischen Hermesdorf und Morsbach von den Wiehltalbahnern wieder instand gesetzt, um in einigen Jahren für die Museumsbahnzüge reaktiviert zu werden. Für die Reaktivierung gibt es noch keine genauen öffentlichen Pläne. Die Wissertalbahn steht wie die Wiehltalbahn mit allen Bauwerken unter Denkmalschutz.
- Die Bahnstrecke Meinerzhagen–Krummenerl nördlich des Oberbergischen Kreises sollte eigentlich weiter bis nach Olpe führen. Dieses Projekt wurde jedoch nicht mehr vollendet. Somit war sie bis heute stets nur eine Stichstrecke, deren Personenverkehr schon 1955 eingestellt wurde. Sie wird jedoch bis heute täglich im Güterverkehr genutzt.

## Stillgelegte und abgebaute Strecken
- Die Bahnstrecke Siegburg–Olpe im Abschnitt Siegburg – Overath (Luhmer Grietche) ist zwischen Lohmar und Overath abgebaut. Zwischen Siegburg und Lohmar sind noch Reste vorhanden. 1956 wurde der Personenverkehr beendet, 1962 die Gesamtstrecke Lohmar-Overath außer Betrieb genommen und im gleichen Jahr abgerissen. 1988 folgte die Einstellung des Güterverkehrs zwischen Siegburg-Siegwerk und Lohmar (1993 Stilllegung). Der Abschnitt Siegburg – Siegburg-Siegwerk wird noch im Güterverkehr befahren.
- Auf der Bahnstrecke Siegburg–Olpe ist im historischen östlichen Abschnitt zwischen Dieringhausen und Olpe seit 1979 der Personenverkehr stillgelegt. Bis 1997 folgte in Teilabschnitten schrittweise der Güterverkehr. Die Strecke ist heute von zahlreichen Bebauungen unterbrochen, einige Bauwerke sind bereits abgerissen. Diese Teilstrecke war zur Zeit der beiden Weltkriege und der Ruhrbesetzung zusammen mit der Wiehltalbahn historisch bedeutend als Umleitungsstrecke für Kohlezüge und andere wichtige Transporte. Für fast den gesamten Teilabschnitt existieren Pläne für einen Radweg.
- Die Bahnstrecke Brüchermühle–Wildbergerhütte (auch Hütter Bahn genannt) war eine Stichstrecke der Wiehltalbahn, die 1953 im Personenverkehr und 1959 im Güterverkehr stillgelegt wurde. Sie sollte ursprünglich bis zur Bahnstrecke Finnentrop–Freudenberg verlängert werden, was jedoch nicht mehr geschah. So wurde sie 1960 abgebaut, zur oberbergischen Strecke mit der kürzesten Bestandszeit und ist nur noch in wenigen Überresten zu sehen.
- Die Leppetalbahn (Engelskirchen – Marienheide) war eine schmalspurige Kleinbahn, die hauptsächlich dem Güterverkehr diente. Sie wurde 1949 im Personenverkehr und 1958 im Güterverkehr stillgelegt und ist nur anhand der ehemaligen Trasse zu erahnen.

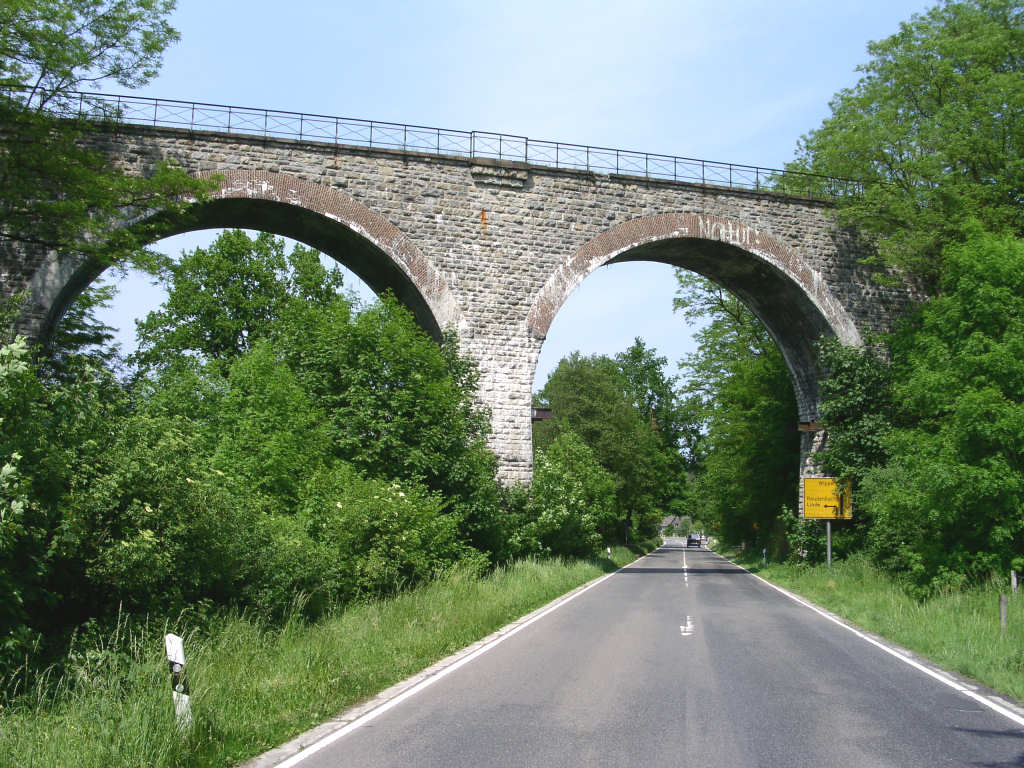
Das Viadukt bei Linde (Lindlar) an der ehem. Sülztalbahn

- Die Bahnstrecke Köln-Mülheim–Lindlar (im Volksmund: Sülztalbahn, Köln – Bergisch Gladbach – Bensberg – Rösrath – Hoffnungsthal – Lindlar) ist ab Bergisch Gladbach-Heidkamp über Bensberg bis Rösrath und von Hoffnungsthal bis Lindlar demontiert. Personen- und der Güterverkehr wurden in den 1960er-Jahren stillgelegt. Zum befahrenen Teil siehe unter Betriebene Strecken.
- Die Kleinbahn Bielstein–Waldbröl zweigte in Normalspur von der Wiehltalbahn ab. Sie verband Dörfer im Bröltal und wurde hauptsächlich für die Industrie gebaut. 1957 wurde der Personenverkehr eingestellt, 1966 der Güterverkehr. Bereits eine Woche später begann der Abriss der Strecke. Heute erinnert noch die wiederaufgearbeitete Dampflokomotive Waldbröl, die hier und auf der Wiehltalbahn ihren Dienst tat, an die Strecke.

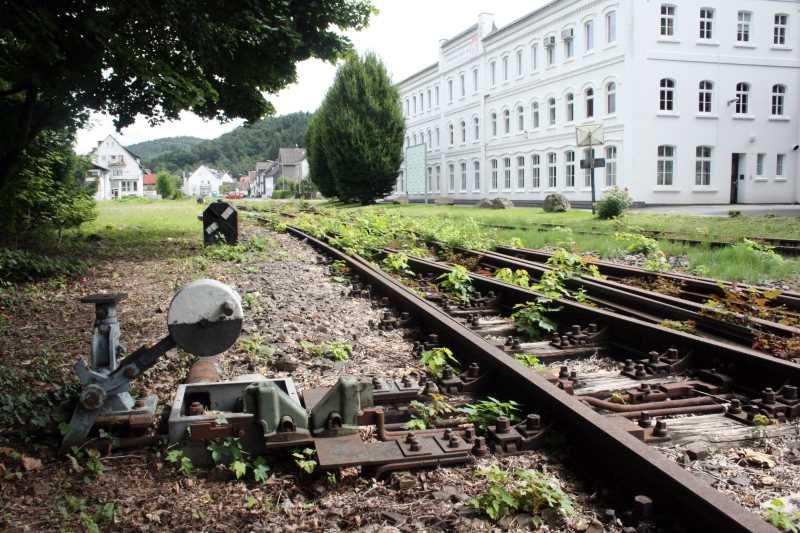
Der Bahnhof Derschlag an der Aggertalbahn

- Die Gummersbacher Kleinbahnen waren eine elektrifizierte Güter- und Straßenbahn in Normalspur, die von der Gummersbacher Innenstadt über Niederseßmar und Derschlag nach Dümmlinghausen verlief. Sie war die einzige elektrifizierte Strecke der Region und entstand, weil die Bahnstrecke von Siegburg nach Olpe zwischen Vollmerhausen und Derschlag an den Hang verlegt wurde und die alten Gleise auf der Straße frei wurden. Sie wurde Anfang der 1950er-Jahre stillgelegt und durch eine neun Jahre existierende Oberleitungsbus-Linie ersetzt. Diese wurde durch Omnibusse ersetzt. Heute existieren nur noch Reste in Form eines Bahndamms an der Agger in Dümmlinghausen und zweier Bahnbrücken (die eine an der Haltestelle Vereinshaus, die andere hinter der Gaststätte „Holländer Diele“) in Derschlag. Ein Wagen der Straßenbahn wird im Eisenbahnmuseum Dieringhausen ausgestellt.

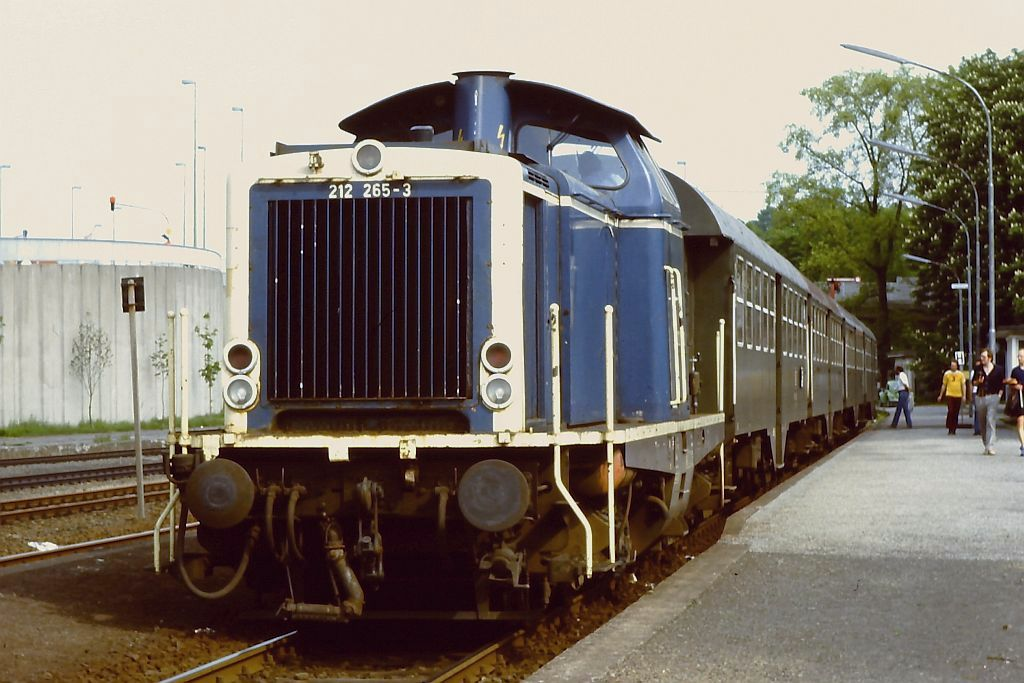
Diesellok 212 265-3 mit N6072 in Wipperfürth, 1986

- Die Wippertalbahn war eine normalspurige, nicht elektrifizierte Bahnstrecke vom Bahnhof Remscheid-Lennep über Bergisch Born, Hückeswagen und Wipperfürth nach Marienheide. 1985 wurde der Güter- und Personenverkehr zwischen Wipperfürth-Ost und Marienheide eingestellt. 1986 folgte für den verbliebenen Restabschnitt der Personenverkehr. Bis 1995 fand noch Güterverkehr zwischen Bergisch Born und Wipperfürth statt. Die Strecke ist heute abgebaut.
- Die Wuppertalbahn von Oberbarmen über Radevormwald, Anschlag, Halver nach Oberbrügge beziehungsweise Wipperfürth nach Anschlag war überwiegend eingleisig und nicht elektrifiziert. Auf ihr ereignete sich 1971 eines der größten Eisenbahnunglücke der deutschen Nachkriegsgeschichte (→Sonstiges). Sie wurde schrittweise ab den 1950er-, der Rest in den 1980er-Jahren im Zuge des Baus der Wuppertalsperre und der Einsparungen der Deutschen Bundesbahn stillgelegt. Sie wird heute nur auf wenigen Teilabschnitten (außerhalb des Oberbergischen) befahren, teilweise im Museumsbahnbetrieb. Das östliche Teilstück von Oberbrügge nach Halver existiert noch als Schleifkottenbahn und soll für den Güterverkehr oder eine eventuelle Stadtbahn durch die Schleifkottenbahn GmbH reaktiviert werden.
- Die Bröltalbahn (von Waldbröl nach Hennef) war die erste öffentliche Schmalspurbahn in Deutschland und Teil eines größeren Privatbahnnetzes südlich von Waldbröl. Sie wurde 1956 im Personenverkehr stillgelegt. Im Jahr 1967 fuhr der letzte Güterzug. Von der Strecke sind heute nur noch einige Bauwerke und Fahrzeuge zu sehen.
- Außerdem gab es einige kleine Industriebahnen, die hier bisher nicht beschrieben sind.

## Regelmäßiger Personenverkehr

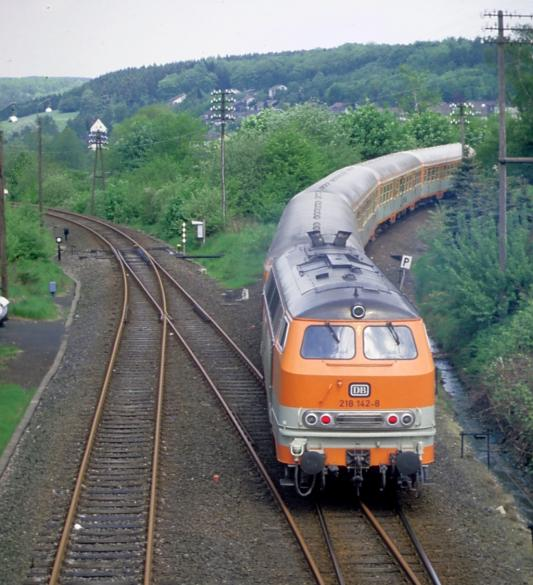
Die City-Bahn 1986 in Marienheide, links der Abzweig zur Wippertalbahn

- Oberbergische Bahn (RB 25) auf der Aggertalbahn und Volmetalbahn von Köln über Gummersbach nach Lüdenscheid
- Volmetal-Bahn (RB 52) auf dem nördlichen Abschnitt von Lüdenscheid über Hagen nach Dortmund
- Museumsbahnverkehr auf der Wiehltalbahn

## Eisenbahnmuseum
Im Eisenbahnmuseum Dieringhausen (ehem. Bw Dieringhausen) werden u. a. in Sonderausstellungen Aspekte der regionalen und überregionalen Verkehrsgeschichte beleuchtet. Das Museum ist an Wochenenden und Feiertagen geöffnet. Das Eisenbahnmuseum ist Startpunkt der Museumsbahnfahrten auf die Wiehltalbahn mit dem Dampfzug des Eisenbahnmuseums und dem MAN-Schienenbus (im Museum untergestellt) des Förderkreises zur Rettung der Wiehltalbahn e. V.

## Besonderes

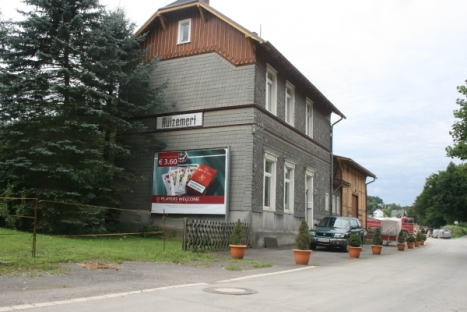
Der ehem. Bahnhof Hützemert an der Aggertalbahn (Denkmal)

- Das Empfangsgebäude des ehemaligen Bahnhofs Hützemert ist heute neben dem Bahnhof Olpe das einzige denkmalgeschützte Relikt an der gesamten Teilstrecke Bergneustadt – Olpe und dazu der seit dem Abriss des Bahnhofs Wiedenest 1973 und Bahnhofs Bergneustadt 2009 einzig erhaltene Bahnhof überhaupt zwischen Derschlag und Olpe. Der einzig erhaltene Haltepunkt auf diesem Abschnitt ist Pernze. Die Gleise sind zwischen Derschlag und Olpe zum größten Teil entfernt.
- Das Viadukt der Sülztalbahn ist seit 1965 ohne Gleise, aber noch immer begehbar. Es sollte vor einigen Jahren vom mittlerweile verstorbenen Besitzer des Bahnhofs Linde in einen Inselbetrieb für eine Museumsbahn integriert werden. Daraus wurde jedoch aus Kostengründen nichts.
- In Lindlar steht noch ein Wasserturm der Sülztalbahn in der Nähe des alten Empfangsgebäudes. Der Wasserturm ist heute in einem besseren optischen Zustand als zu Betriebszeiten.
- Bei Immekeppel an der vorgenannten Sülztalbahn sind fast 50 Jahre nach Stilllegung noch große Teile des Bahndammes vorhanden.
- Das einzig erhaltene Relikt der Kleinbahn Bielstein–Waldbröl, die 1914 von Jung Jungenthal gebaute Dampflok Waldbröl, wurde bis 2009 im Eisenbahnmuseum Dieringhausen restauriert und zieht heute wieder Museumsbahnzüge auf der Wiehltalbahn, selten auch Sonderzüge auf anderen Strecken.
- Das Stadtviadukt in Drolshagen prägte über 100 Jahre lang das Ortsbild, bevor es im Jahre 2009 abgerissen wurde.

## Sonstiges
- Das Zugunglück von Dahlerau war eines der schwersten Eisenbahnunglücke in Deutschland nach dem Zweiten Weltkrieg. Am 27. Mai 1971 kollidierten auf der Wuppertalbahn zwei Züge im Radevormwalder Ortsteil Dahlerau. Dabei starben 46 Fahrgäste, davon waren 41 Personen Schüler der Radevormwalder Geschwister-Scholl-Schule.
- Der Zug der Erinnerung machte im Oberbergischen auf der sonst nur im Tourismus- und Güterverkehr genutzten Wiehltalbahn im Bahnhof Wiehl Station (7.–8. März 2008).
- Der Bahnbetrieb auf dem östlichen Teil der Aggertalbahn sowie der sich daran anschließenden Bahnstrecke Finnentrop–Freudenberg und der Asdorftalbahn lässt sich in einer Erweiterung für den Microsoft Train Simulator in der Zeit der 1960er-/1970er-Jahre nachspielen.
- Es gab zwei ungewöhnliche Zugläufe auf den Oberbergischen Strecken. Der eine fuhr als tägliches Zugpaar fast 70 Jahre lang von Wuppertal über die Wippertalbahn, Aggertalbahn und Wiehltalbahn bis nach Waldbröl, nach der Stilllegung der Wiehltalbahn im Personenverkehr bis 1979 noch bis Dieringhausen. Der andere, noch außergewöhnlichere Zuglauf war ein Heckeneilzug von Köln über die Aggertalbahn nach Olpe und weiter über Finnentrop-Wennemen nach Paderborn (Kardinalsexpress), der in den 1960er-Jahren bis zur Stilllegung der Bahnstrecke Finnentrop–Wennemen verkehrte.